# جورج أوليف
جورج أوليف هو سياسي كندي، ولد في 1887، وتوفي في 20 أبريل 1973.